# An Old Locket
An Old Locket è un cortometraggio muto del 1914 diretto da Phillips Smalley e Lois Weber la quale ne firma anche la sceneggiatura. I due registi sono anche interpreti del film che ha come protagonista Rupert Julian.

## Produzione
Il film fu prodotto dalla Rex Motion Picture Company.

## Distribuzione
Distribuito dalla Universal Film Manufacturing Company, il film - un cortometraggio in due bobine - uscì nelle sale cinematografiche statunitensi il 15 febbraio 1914.